# Fußball-Oberliga Rheinland-Pfalz/Saar 2020/21
Die Saison 2020/21 war die 43. Spielzeit der Fußball-Oberliga Rheinland-Pfalz/Saar und die vierzehnte als fünfthöchste Spielklasse in Deutschland. Sie wurde vom Fußball-Regional-Verband Südwest organisiert und am 4. September 2020 eröffnet. Nach einer Unterbrechung ab dem 29. Oktober 2020 erfolgten der Abbruch und die Annullierung am 30. April 2021.

## Auswirkungen der COVID-19-Pandemie
Am 10. Juni 2020 wurde über die Auf- und Abstiege sowie die Durchführung der Saison 2020/21 entschieden. So verblieben alle Teilnehmer der Vorsaison exklusive des gemeldeten Aufsteigers TSV Schott Mainz in der Liga. Da auch die übergeordnete Regionalliga Südwest die Abstiegsregelung temporär ausgesetzt hatte, kamen keine neuen Vereine aus dieser hinzu. Darüber hinaus wurde entschieden, die jeweils zwei quotientenstärksten, aufstiegsberechtigten Mannschaften aus den untergeordneten Verbandsligen für den Spielbetrieb zuzulassen. Aufgrund eines Quotientenpunktegleichstands stiegen aus der Rheinlandliga drei Vereine auf, in der Saarlandliga nahm hingegen der Quotientenzweite sein Aufstiegsrecht nicht wahr, weshalb der Dritte nachrückte.
Auf Basis eines Beschlusses einer Konferenz der Ministerpräsidenten der Länder wurde der Spielbetrieb ab dem 29. Oktober 2020 komplett eingestellt. Mitte März 2021 votierten 19 von 24 Teilnehmern für einen Abbruch der immer noch unterbrochenen Saison. Dieser erfolgte letztendlich Ende des Monats nach einem Beschluss von SWFV und SFV. Ende April bestätigten die Verbände schließlich auch die Annullierung der Saison, weshalb es keine Auf- oder Abstiege in die oder aus der Oberliga gab. Der Tabellenerste der Staffel Nord, Eintracht Trier, klagte Anfang Mai vor dem Berufungsgericht der Regionalliga Südwest gegen die Aussetzung der Aufstiegsregelungen, wenig später folgte Wormatia Worms. Ende Mai unterlagen beide Vereine vor dem Berufungsgericht. Der Verein hatte deshalb keine Zulassung erhalten, da bis zum Saisonabbruch lediglich neun Spiele bestritten waren. Die Regionalliga hatte aber zur Bedingung gemacht, dass zumindest 50 % der Spieltage durchgeführt sein mussten, damit die Abbruchtabelle Grundlage für einen Aufstieg sei. Da dies nicht erfüllt war, sei die sportliche Qualifikation nicht erbracht worden. Die Überprüfung dieses Beschlusses fiel aber nicht in die Zuständigkeit des Berufungsgerichtes. 
Auch die Spielkommission der Regionalliga lehnte Mitte Juni 2021 den Antrag der Wormatia auf Aufnahme in die Regionalliga mit der gleichen Begründung ab. Offen blieb eine Beschwerde bei dem beim Landgericht Karlsruhe angesiedelten Schiedsgericht, die der Verein mittels seines Anwaltes einlegte. Aber auch dieses lehnte die Klage ab. Eine Klage auf Aufnahme in die Aufstiegsrunde sei unzulässig, da es eine solche in dieser Saison nicht gäbe. Auch sonst würde die Spielordnung keine Regelung enthalten, nach der ein Aufstieg möglich sei.

## Änderungen gegenüber der Saison 2019/20
Da sich das Teilnehmerfeld um sechs Mannschaften auf 24 erhöht hatte, beschlossen die ausrichtenden Verbände, zwei Gruppen à 12 Teilnehmer zu bilden. Hierbei wurde die regionale Lage der jeweiligen Vereine berücksichtigt und eine Nord- sowie eine Süd-Gruppe gebildet; der 1. FC Kaiserslautern II wurde jedoch, da im Norden nur 11 Teams beheimatet sind, der Nordgruppe zugeteilt, um das Gleichgewicht zu wahren.
Im Anschluss an die Gruppenphase, in der jede Staffel jeweils 132 Partien hätte absolvieren sollen, hätten die sechs besten Mannschaften jeder Gruppe in der Meisterrunde, die jeweils schlechtesten 6 in der Abstiegsrunde weitergespielt. Die beste, aufstiegsberechtigte Mannschaft wäre in die Regionalliga Südwest aufgestiegen, die zweitbeste hätte an den Play-offs gegen die Vertreter der Hessenliga sowie der Oberliga Baden-Württemberg teilgenommen. Maximal acht Teilnehmer aus der Abstiegsrunde hätten am Saisonende absteigen können. Zur Folgesaison wurde ein Teilnehmerfeld von maximal 22 Mannschaften angestrebt.

## Teilnehmer
Für die Spielzeit 2020/21 hatten sich folgende Vereine sportlich qualifiziert:
- die verbleibenden Mannschaften aus der Oberliga Rheinland-Pfalz/Saar 2019/20:
  -  1. FC Kaiserslautern II
  - SV Elversberg II
  - TuS Koblenz
  - Eintracht Trier
  - FV Dudenhofen
  - Wormatia Worms
  - SV Gonsenheim
  - FV 07 Diefflen
  - TSG Pfeddersheim
  - FV Engers 07
  - SV Röchling Völklingen
  - FC Hertha Wiesbach
  - Arminia Ludwigshafen
  - FC Karbach
  - TuS Mechtersheim
  - Hassia Bingen
  - Eisbachtaler Sportfreunde
- die für den Aufstieg gemeldeten Mannschaften der Rheinlandliga 2019/20:
  - SG 2000 Mülheim-Kärlich (Quotientenmeister)
  - TSV Emmelshausen (punktgleicher Quotientenzweiter mit Salmrohr)
  - FSV Salmrohr (punktgleicher Quotientenzweiter mit Emmelshausen)
- die für den Aufstieg gemeldeten Mannschaften der Saarlandliga 2019/20:
  - FV Eppelborn (Quotientenmeister)
  - FSV Jägersburg (Quotientendritter; Verzicht des Quotientenzweiten SC Halberg Brebach)
- die für den Aufstieg gemeldeten Mannschaften der Verbandsliga Südwest 2019/20:
  - SV Alemannia Waldalgesheim (Quotientenmeister)
  - FC Speyer 09 (Quotientenzweiter)

## Staffel Nord

### Tabelle zum Zeitpunkt des Abbruchs
| Pl.             | Verein                         | Sp. | S | U | N | Tore    | Diff. | Punkte |
| --------------- | ------------------------------ | --- | - | - | - | ------- | ----- | ------ |
| 1.              | Eintracht Trier                | 8   | 7 | 1 | 0 | 021:200 | +19   | 22     |
| 2.              | 1. FC Kaiserslautern II        | 8   | 5 | 1 | 2 | 016:900 | +7    | 16     |
| 3.              | Hassia Bingen                  | 9   | 5 | 1 | 3 | 019:150 | +4    | 16     |
| 4.              | SV Alemannia Waldalgesheim (N) | 8   | 4 | 1 | 3 | 016:110 | +5    | 13     |
| 5.              | TuS Koblenz                    | 9   | 4 | 1 | 4 | 007:100 | −3    | 13     |
| 6.              | SV Gonsenheim                  | 8   | 3 | 2 | 3 | 012:800 | +4    | 11     |
| 7.              | FV Engers 07                   | 6   | 3 | 1 | 2 | 013:800 | +5    | 10     |
| 8.              | SG 2000 Mülheim-Kärlich (N)    | 6   | 3 | 0 | 3 | 010:130 | −3    | 09     |
| 9.              | FC Karbach                     | 8   | 2 | 2 | 4 | 008:170 | −9    | 08     |
| 10.             | FSV Salmrohr (N)               | 9   | 2 | 0 | 7 | 008:180 | −10   | 06     |
| 11.             | Eisbachtaler Sportfreunde      | 7   | 1 | 2 | 4 | 005:120 | −7    | 05     |
| 12.             | TSV Emmelshausen (N)           | 8   | 1 | 2 | 5 | 006:180 | −12   | 05     |
| Stand: Endstand |                                |     |   |   |   |         |       |        |

| (N) | Aufsteiger aus den Verbandsligen 2019/20 |

### Kreuztabelle
Die Kreuztabelle stellt die Ergebnisse aller Spiele dieser Saison dar. Die Heimmannschaft ist in der linken Spalte, die Gastmannschaft in der oberen Zeile aufgelistet.
| 1. FC Kaiserslautern II    |     | 0:1 | –   | 1:0 | –   | –   | –   | –   | –   | 4:1 | –   | –   |
| TuS Koblenz                | –   |     | –   | 0:1 | –   | –   | –   | –   | 2:1 | 1:0 | 0:2 | –   |
| Eintracht Trier            | 2:1 | 2:0 |     | –   | –   | –   | 5:0 | 4:0 | –   | –   | –   | –   |
| SV Gonsenheim              | –   | –   | –   |     | 2:4 | 1:2 | –   | –   | –   | –   | 4:0 | 1:1 |
| FV Engers 07               | –   | –   | 0:0 | –   |     | –   | –   | –   | –   | –   | 0:2 | –   |
| FC Karbach                 | –   | 1:1 | 1:4 | –   | –   |     | 0:2 | 0:0 | –   | –   | –   | 2:4 |
| Hassia Bingen              | 2:2 | –   | –   | 0:3 | 3:0 | –   |     | –   | 2:3 | 4:0 | –   | –   |
| Eisbachtaler Sportfreunde  | 1:3 | 2:0 | –   | –   | –   | –   | 1:3 |     | –   | 1:1 | –   | –   |
| SG 2000 Mülheim-Kärlich    | –   | –   | –   | –   | 0:5 | 5:1 | –   | –   |     | –   | 1:0 | –   |
| TSV Emmelshausen           | –   | –   | 0:2 | 0:0 | 1:4 | –   | –   | –   | –   |     | 3:2 | –   |
| FSV Salmrohr               | 1:3 | –   | 0:2 | –   | –   | 0:1 | –   | –   | –   | –   |     | 1:4 |
| SV Alemannia Waldalgesheim | 1:2 | 1:2 | –   | –   | –   | –   | 1:3 | 1:0 | 3:0 | –   | –   |     |
| Stand: Endstand            |     |     |     |     |     |     |     |     |     |     |     |     |

## Staffel Süd

### Tabelle zum Zeitpunkt des Abbruchs
| Pl.             | Verein                 | Sp. | S | U | N | Tore    | Diff. | Punkte |
| --------------- | ---------------------- | --- | - | - | - | ------- | ----- | ------ |
| 1.              | Wormatia Worms         | 9   | 8 | 0 | 1 | 029:800 | +21   | 24     |
| 2.              | FV Dudenhofen          | 9   | 5 | 2 | 2 | 017:110 | +6    | 17     |
| 3.              | FV 07 Diefflen         | 9   | 4 | 2 | 3 | 017:130 | +4    | 14     |
| 4.              | Arminia Ludwigshafen   | 9   | 3 | 4 | 2 | 014:130 | +1    | 13     |
| 5.              | FSV Jägersburg (N)     | 9   | 4 | 1 | 4 | 017:240 | −7    | 13     |
| 6.              | SV Elversberg II       | 9   | 2 | 6 | 1 | 009:110 | −2    | 12     |
| 7.              | SV Röchling Völklingen | 9   | 3 | 2 | 4 | 013:130 | ±0    | 11     |
| 8.              | TSG Pfeddersheim       | 9   | 2 | 5 | 2 | 015:160 | −1    | 11     |
| 9.              | FC Hertha Wiesbach     | 9   | 2 | 2 | 5 | 024:220 | +2    | 08     |
| 10.             | FC Speyer 09 (N)       | 8   | 2 | 2 | 4 | 013:160 | −3    | 08     |
| 11.             | TuS Mechtersheim       | 9   | 1 | 5 | 3 | 007:130 | −6    | 08     |
| 12.             | FV Eppelborn (N)       | 8   | 1 | 1 | 6 | 011:260 | −15   | 04     |
| Stand: Endstand |                        |     |   |   |   |         |       |        |

| (N) | Aufsteiger aus den Verbandsligen 2019/20 |

### Kreuztabelle
| SV Elversberg II       |     | –   | –   | –   | 1:1 | –   | 3:3 | –   | –   | 0:0 | –   | 2:1 |
| FV Dudenhofen          | 4:0 |     | –   | –   | 1:1 | 0:2 | –   | –   | –   | 2:1 | 3:1 | –   |
| Wormatia Worms         | –   | 3:2 |     | 2:1 | –   | –   | –   | 3:0 | 3:0 | –   | 7:2 | –   |
| FV 07 Diefflen         | 0:0 | 1:2 | –   |     | –   | 1:0 | –   | –   | –   | –   | –   | 3:0 |
| TSG Pfeddersheim       | –   | –   | 0:3 | –   |     | –   | 6:2 | –   | 3:3 | 2:1 | –   | –   |
| SV Röchling Völklingen | 0:1 | –   | 1:2 | –   | 1:1 |     | 3:2 | –   | 1:1 | –   | –   | –   |
| FC Hertha Wiesbach     | –   | 1:2 | –   | 3:3 | –   | –   |     | 1:2 | 0:2 | –   | 4:0 | –   |
| Arminia Ludwigshafen   | 2:2 | –   | –   | –   | 3:0 | –   | –   |     | –   | –   | –   | 1:1 |
| TuS Mechtersheim       | 0:0 | –   | –   | 0:2 | –   | –   | –   | 0:0 |     | –   | –   | 1:4 |
| FV Eppelborn           | –   | –   | 0:5 | 2:4 | –   | –   | 1:8 | 3:1 | –   |     | 3:4 | –   |
| FSV Jägersburg         | –   | –   | –   | 4:2 | –   | 2:0 | –   | 2:4 | 0:0 | –   |     | 2:1 |
| FC Speyer 09           | –   | –   | 2:1 | –   | 1:1 | 3:5 | –   | –   | –   | –   | –   |     |
| Stand: Endstand        |     |     |     |     |     |     |     |     |     |     |     |     |